# Thrill Pill
Тиму́р То́фикович Саме́дов (род. 22 октября 2000, Москва, Россия), более известный под псевдонимом Thrill Pill (рус. Трилл Пилл) — российский рэпер, автор песен. Бывший участник рэп-объединения «Закат 99.1», в настоящее время является создателем и участником коллектива «Десептиконы».

## Биография
Молодой рэпер родился в Москве 22 октября 2000 года, его детские годы прошли в районе Марьино. Тимур рассказывал, что родители уделяли мало внимания ему и сестре: отец ушёл из семьи в 2008 году, когда Тимуру было всего 8 лет, а мама была постоянно занята другими делами, помимо детей, и практически не занималась воспитанием, вследствие чего их воспитывала бабушка рэпера. Также Тимур рассказывал, что в детстве много общался со своим дядей, который тогда работал на радиостанции Next FM диджеем.
Со временем, в школьные времена рэперу приходилось перепродавать ворованные телефоны и распространять лёгкие наркотики, так как у него была потребность в дополнительном заработке.

## Карьера
C 2011 года Тимур начал писать свои первые музыкальные композиции. В 2013 году он выставил на показ своим друзьям и одноклассникам свои первые работы в жанре хип-хоп. К сожалению для него, никто не поддержал молодого исполнителя, а некоторые даже посмеивались над Тимуром. Рэпер признавался, что свой псевдоним Thrill Pill он придумал, когда ему было 15 лет. Однажды он дошёл до состояния алкогольного опьянения, напившись маминого коньяка, и придумал этот самый псевдоним вместе со своей новой песней.
Первой работой Тимура можно считать его мини-альбом «Atlanta», выпущенный в 2015 году.
Вскоре после этого он записал свой первый полноценный музыкальный альбом WorldWideWar, в который вошли 4 песни. Впоследствии он оказался очень удачным, и более известный российский рэп-исполнитель Lizer обратил на альбом внимание. Он предложил Тимуру вступить в творческое объединение «Закат 99.1». Так Thrill Pill являлся самым молодым в коллективе, на момент вступления ему было 15 лет.
Вскоре Тимур выпустил альбом «Kill Pill». Альбом выдался довольно успешным по сравнению с остальными работами исполнителя на тот момент. До него у Thrill Pill было довольно много совместных синглов с другими участниками из «Заката 99.1», как например «CUP», «Plug», «Telegram» с Lizer, «No Feelings» с Enique и другие работы. Примечательно, что Kill Pill был полностью сольным и выдался довольном большим, включив в себя 7 композиций.
Позже, в 2016 году, он выпустил ещё один сборник под названием «Chelsea», некоторые песни которого ему помогали записывать Lizer, Flesh и Krestall / Courier.
В 2017 году рэпер принимает решение покинуть «Закат 99.1», так как его творческая концепция не совпадала с концепцией участников этого объединения. В том же году выходит сборник From Russia With Rage, состоящий из 4 композиций, в записи одной из которых участвовал Lil $ega.
В конце апреля 2017 выходит мини-альбом Trap Star, в поддержку которого состоялся концертный тур. В августе того же года выходит альбом Chelsea 2. В 2018 году выходит мини-альбом «Сам дамб щит, Vol. 1», а в январе 2019 — «Сам дамб щит, Vol. 2».
Дебютный студийный альбом «Откровения», выпущенный 8 ноября 2019 года на лейбле Warner Music Russia, является самым успешным в карьере Thrill Pill. Он достиг высоких позиций в отечественных чартах и набрал большое количество прослушиваний на различных площадках.
19 июня 2020 года на том же лейбле вышел альбом «Московские Хроники», после чего Тимур ушёл с Warner Music Russia.
После этого Thrill Pill выпустил пару синглов и мини-альбом ко дню своего рождения Birthday Mix 2020 сначала на Soundcloud, а потом и на другие площадки, кроме ремикса на альтернативную версию трека «Пузо» с SKB из-за авторских прав, которые принадлежат Warner Music Russia.
15 марта 2021 года Тимур выложил отрывок нового трека, который сразу набрал вирусную популярность в TikTok. Сам трек вышел 16 апреля под названием «Миллионы» и попал в топ-100 Apple Music в России.
22 октября 2021 года выходит очередной микс-тейп ко своему дню рождения - Birthday Mix 2021, главным треком на котором является трек "Вновь", аккуратно переходящий в следующий релиз артиста. После выхода «BIRTHDAY MIX 2021» через несколько дней артист сказал следующую фразу: в этом году выйдет мой самый лучший альбом.
3 декабря 2021 выходит альбом «Грустное», основными треками являются «Полночь», «Ничего не вечно». Альбом являлся последней работой Thrill Pill,  в которой он представил множество треков с хайперпоп звучанием.
19 мая 2020 года клип на сингл «Грустная песня» был удалён из-за конфликта с его лейблом, о чём Тимур рассказал в Instagram, однако позже клип был возвращён на YouTube.
Сдав релиз «Московские Хроники» на лейбл, Тимур поделился деталями сотрудничества с лейблом. На момент написания альбома «Откровения» у артиста был творческий кризис, из-за которого релиз задерживался, что не нравилось Warner Music Russia. Тогда Thrill Pill со своим менеджером решили перепродать альбом на Sony Music. После такого решения от директора Warner Music Russia последовали угрозы. Директор обещал, что если Тимур уйдёт, они сделают всё, чтобы альбом провалился. Thrill Pill решил выложить альбом у них и уйти на Sony Music, но когда уже всё было готово, директор сказал, что если они не заключат контракт на ещё 10 песен, то ни клип, ни альбом не выйдут. Тогда и следующий альбом пришлось сдавать на Warner Music Russia.
22 июня 2022 года стример Некоглай вместе с толпой напал на Тимура с электрошокером в компьютерном клубе. После этого его выгнали на улицу, где Коля заявил, что Тимур взял 4 месяца назад 5,5 млн рублей на 1 день. Тимур подтвердил это и пообещал отдать долг в конце месяца.
В 2023 создаёт объединение «Десептиконы». В него входят сам THRILL PILL, а также SKB, deyezaxo, kleff, bangwhippa, babyboosouljah, gracegutti и internetkudi. Позднее объединение покинул babyboosouljah и internetkudi, их место занял Шайни. На момент 2024 года тесный контакт с участниками объединения поддерживают реперы паранойя, bluetoothgod и BuzyBurger
В 2024 году Тимур несколько раз конфликтовал с двумя участникам российского объединения VIPERR, а именно с Kai Angel и 9mice. Сначала их конфликт останавливался на колких постах друг о друге в TikTok и Telegram (Kai Angel оскорблял Тимура за то, что он, якобы, выложил демо версию песни pornstar с Kai Angel, что не понравилось Дмитрию). Позже, на своём ежегодном релизе BM, в этот раз двадцать четвёртом (BM24), Тимур несколько раз подкалывал в своих песнях участников объединения.
В конце 2024 года Тимур при неизвестных обстоятельствах был отправлен в реабилитационный центр из-за своего морального состояния. Известно только то, что у Тимура был нервный срыв. Причина срыва неизвестна. Некоторые фанаты музыки Тимура предполагают, что нервный срыв связан с сильным падением прослушиваний Тимура (на момент 2025 года Тимур имеет всего 104 тысячи 268 слушателей в месяц на музыкальной площадке Spotify), особенно это заметно на крайнем альбоме Тимура - BM24, который собрал невероятно маленькое количество прослушиваний (на большинстве песен на том же Spotify не набралось даже 70 тысяч прослушиваний на момент января 2025 года)

## Музыкальный стиль
Трилл Пилл делает музыку жанра хип-хоп, рэп и трэп. Многие обвиняют Тимура в обилии пошлости и сквернословии в его песнях, но сам он заявляет, что таким образом выражает протест против современной рэп-индустрии, где всё, по его мнению, буквально пропитано фальшью и неискренностью.
Основная тематика песен раннего Трилл Пилла — веселье, алкоголь, девушки, секс и наркотики.

## Дискография

### Студийные альбомы
| Год  | Название             |
| ---- | -------------------- |
| 2019 | «Откровения»         |
| 2020 | «Московские Хроники» |
| 2021 | «Грустное»           |
| 2022 | Chelsea 3            |
| 2023 | «Искренне я»         |

### Мини-альбомы
| Год  | Название               |
| ---- | ---------------------- |
| 2015 | Atlanta                |
| 2016 | WorldWideWar           |
| 2016 | Kill Pill              |
| 2016 | Chelsea                |
| 2017 | From Russia With Rage  |
| 2017 | Trap Star              |
| 2017 | Chelsea 2              |
| 2018 | «Сам дамб щит, Vol. 1» |
| 2019 | «Сам дамб щит, Vol. 2» |
| 2022 | «Весёлое»              |
| 2023 | «Районное»             |

### Микстейпы
| Год  | Название            |
| ---- | ------------------- |
| 2018 | Fuelle Noir         |
| 2020 | «Birthday mix 2020» |
| 2021 | «Birthday mix 2021» |
| 2022 | «Birthday mix 2022» |
| 2023 | «Birthday mix 2023» |
| 2024 | «BM24»              |

### Синглы

#### Как основной артист
| Год  | Название                                              | Альбом                 |
| ---- | ----------------------------------------------------- | ---------------------- |
| 2017 | «Thrill Pill»                                         | Внеальбомные синглы    |
| 2017 | «Смерть комментатора»                                 | Внеальбомные синглы    |
| 2017 | «Rest in Pussy» (при уч. Lil $ega)                    | Внеальбомные синглы    |
| 2017 | «Молодой трилл»                                       | Внеальбомные синглы    |
| 2017 | «Гламурный подонок»                                   | Внеальбомные синглы    |
| 2017 | «Как достать соседа»                                  | Fuelle Noir            |
| 2018 | «Деньги» (при уч. Yung Trappa)                        | Внеальбомный сингл     |
| 2019 | «Сука Раздевайся»                                     | «Сам дамб щит, Vol. 2» |
| 2019 | «Boss Freestyle!»                                     | Внеальбомный сингл     |
| 2019 | «Грустная песня» (при уч. Егора Крида и Моргенштерна) | «Откровения»           |
| 2020 | «Бентли»                                              | Внеальбомный сингл     |
| 2021 | «Миллионы»                                            | «Грустное»             |
| 2021 | «Трап Дом» (при уч. Soda Luv)                         | Внеальбомный сингл     |
| 2021 | «ДЛТ» (при уч. Famous Killa)                          | Внеальбомный сингл     |
| 2021 | «Дерево» (при уч. Тимы Белорусских)                   | «Грустное»             |
| 2022 | «Дуло»                                                | Chelsea 3              |
| 2022 | «2017»                                                | Chelsea 3              |
| 2023 | «Decepticon 2023»                                     | Внеальбомные синглы    |
| 2023 | «Одна ночь» (при уч. Johnyboy)                        | Внеальбомные синглы    |
| 2023 | «Я звезда!»                                           | Внеальбомные синглы    |
| 2023 | «Творить волшебство» (при уч.ushira)                  | Внеальбомные синглы    |
| 2023 | «Бухаю» (при уч.deyezaxo)                             | Внеальбомные синглы    |
| 2023 | «Кто Ты Такая?» (при уч. xxxmanera)                   | Внеальбомные синглы    |
| 2023 | «Не догнать 3» (при уч. LIL FLOM)                     | Внеальбомные синглы    |
| 2024 | «Я говно» (при уч. Шайни)                             | Внеальбомные синглы    |
| 2024 | «Moya main» (при уч. WhyGee1)                         | Внеальбомные синглы    |
| 2025 | «ВЕРТОЛЁТ» (при уч. паранойя)                         | Внеальбомные синглы    |
| 2025 | «Было летом» (при уч. CODE80)                         | Внеальбомные синглы    |

#### Неизданные синглы
| Год  | Название                                                 |
| ---- | -------------------------------------------------------- |
| 2018 | «Молодой Трилл 2»                                        |
| 2021 | «Много цифр» (при уч. OG Buda, Тимы Белорусских, Adepty) |
| 2022 | «BEN»                                                    |
| 2023 | «Ваше Величество»                                        |

#### Гостевое участие
| Год  | Название               | Другие исполнители                       | Альбом                              |
| ---- | ---------------------- | ---------------------------------------- | ----------------------------------- |
| 2016 | «Subaru»               | Lizer                                    | Frozen                              |
| 2016 | «Sci-Fi Weapons»       | Flesh и Lizer                            | Sci-Fi                              |
| 2016 | «High Technologies»    | Flesh, Lizer и Krestall/Courier          | Audiopunk                           |
| 2018 | «ЮВАО»                 | Furry                                    | «ЮВАО»                              |
| 2018 | «Bugatti»              | Пиплток                                  | Feminist                            |
| 2018 | «Golf»                 | Flesh                                    | Audiopunk 3: Architector            |
| 2018 | «Drug Racing»          | Skylight                                 | Trapdilla                           |
| 2019 | «Bag»                  | Henparty                                 | —                                   |
| 2019 | «Lifestyle Magnifique» | Playboidaddi                             | Loft 2                              |
| 2019 | «Волк с Уолл-стрит»    | —                                        | Up Next 2                           |
| 2019 | «Вокруг»               | Shooval                                  | «Граф»                              |
| 2019 | «Hot Wheels»           | Little Prince                            | Prime Time                          |
| 2020 | «Cybertruck»           | Flesh                                    | Cosmopolitrap                       |
| 2020 | «Stein»                | Nullzweizwei                             | Stein                               |
| 2020 | «Чипсы»                | Mayot, Федук, Blago White и Seemee       | Ghetto Garden                       |
| 2020 | «Orange Bands»         | Savage Red                               | Side Effect                         |
| 2020 | «Karuptsi»             | Blago White, Mayot, OG Buda, Plohoyparen | Myasa                               |
| 2020 | «Секреты»              | SKB                                      | «Секретные материалы»               |
| 2020 | «Окей»                 | Пламли и Споти                           | «Супер»                             |
| 2021 | «Yung Trappa»          | D.masta и Yung Trappa                    | Extendo                             |
| 2021 | «Виктория Сикрет»      | 163onmyneck и OG Buda                    | Grow Guide                          |
| 2021 | «NHL Money»            | Obladaet                                 | Players Club                        |
| 2021 | «No Love»              | Essay                                    | —                                   |
| 2021 | «Секса remix»          | Lovv66                                   | «Физикал Пэйн»                      |
| 2021 | «Око за око»           | G4Our                                    | Welcome 2 Reap                      |
| 2021 | «Business»             | Yung Trappa                              | Forever                             |
| 2021 | «Узел»                 | Plohoyparen                              | «Грязный колдун»                    |
| 2021 | «Зажигалка»            | Soda Luv                                 | Roomination и Roomination: Reloaded |
| 2022 | «Весело»               | SKB                                      | «808»                               |
| 2022 | «Таймер»               | SKB                                      | «808»                               |
| 2023 | «Лизер»                | Flesh                                    | Audiopunk 4: Couturier              |
| 2023 | «Не абонент»           | Паша Техник и МС Кальмар                 | «Что-то с чем-то»                   |
| 2024 | «Опыт»                 | G4our и Chiez M                          | Welcome2reap 2                      |
| 2025 | «Мэйби бэйби»          | молодой калуга и Slatt Savage            | «Тяжелый люкс»                      |

### Видеоклипы
| Год  | Название                                                                  | Альбом                 |
| ---- | ------------------------------------------------------------------------- | ---------------------- |
| 2016 | «High Technologies» (Flesh при уч. Lizer, Krestall/Courier и Thrill Pill) | Audiopunk              |
| 2017 | «Я ебал рэп»                                                              | Chelsea 2              |
| 2017 | «Я не ребёнок»                                                            | Chelsea 2              |
| 2018 | «Аптека 2»                                                                | Chelsea 2              |
| 2018 | «Как достать соседа»                                                      | Fuelle Noir            |
| 2018 | «Фотографии»                                                              | Fuelle Noir            |
| 2019 | «Грустная песня» (совместно с Моргенштерном и Егором Кридом)              | «Откровения»           |
| 2020 | «Аристократ флоу»                                                         | «Откровения»           |
| 2020 | «Cybertruck» (Flesh при уч. Thrill Pill)                                  | Cosmopolitrap          |
| 2021 | «Миллионы»                                                                | «Грустное»             |
| 2022 | «Дуло»                                                                    | Chelsea 3              |
| 2022 | «2017»                                                                    | Chelsea 3              |
| 2023 | «Пластик»                                                                 | «Искренне я»           |
| 2023 | «Megatroll»                                                               | «Birthday mix 2023»    |
| 2023 | «Клубняк» (совместно с Toxi$)                                             | «Birthday mix 2023»    |
| 2023 | «Лизер» (Flesh при уч. Thrill Pill)                                       | Audiopunk 4: Couturier |

## Концертные туры
- 2016 — «High Technologies Tour» (в составе «Закат 99.1»)
- 2017 — «Fuck School Tour»
- 2018 — «Fuelle Noir Tour»
- 2019 — «Откровения» тур